# Al-Munaizir
Al-Munaizir (arabisch المنيظر, DMG al-Munaiẓir; auch Munaydhir) ist ein Dorf in der Provinz Asir im Süden Saudi-Arabiens. Al-Munaizir liegt 382 Meter über dem Meer und die Einwohnerzahl beträgt 2000 (Stand 2010).